# Trial & Error (Fernsehserie)
Trial & Error ist eine US-amerikanische Comedy-Fernsehserie. Die Anthologie-Serie im Mockumentary-Stil wurde von 2017 bis 2018 beim Sender NBC ausgestrahlt. In Deutschland folgte die Erstausstrahlung der Serie 2021 erstmals auf dem Internetfernsehsender Joyn Primetime. Die beiden Staffeln der Serie behandeln jeweils einen Kriminalfall und schildern diesen aus der Sicht der Verteidigung.

## Inhalt
Die Serie handelt von dem jungen, aufgeweckten New Yorker Anwalt Josh Segal, der sich in der fiktiven Südstaaten-Kleinstadt East Peck in South Carolina, mit einem kauzigen Verteidigungsteam niederlässt, das seine Fälle hinter einem Tierpräparatorgeschäft löst. Die Staatsanwältin der Fälle ist die stellvertretende Staatsanwältin Carol Anne Keane, eine junge Anwältin, die entschlossen ist, die Fälle zu nutzen, um sich einen Ruf zu machen und mit der Josh sporadische sexuelle Begegnungen hat.
In der ersten Staffel verteidigt das Team einen zwanghaft exzentrischen Poesieprofessor, Larry Henderson, der des bizarren Mordes an seiner Frau beschuldigt wird. Der Fall wird zur Herausforderung, weil der Mandant in der Öffentlichkeit immer wieder den Anschein erweckt, schuldig zu sein.
Die zweite Staffel trägt den Untertitel „Lady Killer“ und dreht sich um die Verteidigung von Lavinia Peck-Foster, einer beliebten skurrilen Erbin der Stadt, die des Mordes an ihrem Mann beschuldigt wird.

## Ausstrahlung
Die 13 Episoden der ersten Staffel der Serie wurde in den Vereinigten Staaten vom 14. März bis zum 18. April 2017 auf NBC wöchentlich in Doppelfolgen ausgestrahlt. Die zweite Staffel mit 10 Episoden folgte vom 19. Juli bis zum 23. August 2018, wiederum in Doppelfolgen.
In Deutschland wurde die Serie 2021 erstmals auf dem Internetfernsehsender Joyn Primetime gezeigt. Die erste Staffel wöchentlich vom 13. Juli bis zum 21. September und direkt im Anschluss vom 28. September bis zum 30. November 2021 die zweite Staffel.

## Rezeption
Auf Rotten Tomatoes hat die erste Staffel eine Zustimmungsrate von 86 % basierend auf 35 Kritiken, mit einer durchschnittlichen Bewertung von 6,85/10. Die Seite fasst die Kritiken wie folgt zusammen: „'Trial & Error' parodiert auf urkomische Weise das True-Crime-Genre mit beständigen Lachern, respektlos witzigem „dummen Humor“ und lebhaften Figuren, die die verlässlich unterhaltsamen Geschichten der Serie bevölkern.“ Auf Metacritic hat die erste Staffel eine Punktzahl von 67/100, basierend auf 29 Kritiken.
Die zweite Staffel erhielt laut Rotten Tomatoes eine Zustimmungsrate von 91 % basierend auf 11 Kritiken, mit einer durchschnittlichen Bewertung von 7,78/10. Der Kritikerkonsens der Seite lautet: „Als schrullige Gerichtssatire ist 'Trial & Error' nach wie vor ein Genuss, aber ihre größte Leistung ist wohl, der einzigartigen Kristin Chenoweth zu erlauben, in ihrer ganzen skurrilen, manischen Pracht als die titelgebende 'Lady, Killer', zu glänzen.“ Metacritic errechnet für die zweite Staffel eine Punktzahl von 76/100, basierend auf 11 Kritiken.